# آنا بلونت
آنا بلونت (بالإنجليزية: Anna Blount)‏ هي سفرجات وطبيبة أمريكية، ولدت في 18 يناير 1872، وتوفيت في 12 فبراير 1953.